# Botryobasidium bananisporum
Botryobasidium bananisporum ist eine Ständerpilzart aus der Familie der Traubenbasidienverwandten (Botryobasidiaceae). Sie bildet resupinate, spinnwebartige Fruchtkörper aus, die meist auf Totholz wachsen. Die bekannte Verbreitung von Botryobasidium bananisporum umfasst Ghana, Gabun, die Elfenbeinküste und die Zentralafrikanische Republik. Eine Anamorphe der Art ist bislang nicht bekannt.

## Merkmale

### Makroskopische Merkmale
Botryobasidium bananisporum besitzt weißliche bis gelbliche, die resupinat (also vollständig anliegend) auf ihrem Substrat wachsen und unter der Lupe leicht netzartig erscheinen.

### Mikroskopische Merkmale
Wie bei allen Traubenbasidien ist die Hyphenstruktur von Botryobasidium bananisporum monomitisch, besteht also nur aus generativen, hyalinen Hyphen, die sich rechtwinklig verzweigen. Die Art verfügt nicht über Zystiden, anders als die meisten anderen Traubenbasidien aber über Schnallen an allen Septen. Die sechssporigen Basidien des Pilzes wachsen in Nestern, werden 12–17 × 7–9 µm groß, sind kurzzylindrisch geformt und an der Basis beschnallt (wodurch sich die Art vom sehr ähnlichen B. musaisporum unterscheidet). Die Sporen sind bananenförmig und meist 8–10 × 2–2,5 µm groß. Sie sind glatt und dünnwandig und besitzen einen deutlichen Fortsatz.

## Verbreitung
Die bekannte Verbreitung von Botryobasidium bananisporum umfasst mit Ghana, Gabun, der Elfenbeinküste und der Zentralafrikanischen Republik ein afrotropisches Areal.

## Ökologie
Botryobasidium bananisporum ist ein Saprobiont, der das Holz von Laubbäumen besiedelt. Die Substrate wurden bislang nicht näher bestimmt, wuchsen jedoch in Biotopen wie Strandvegetation und in Großstädten.